# Soteska, Dolenjske Toplice
Soteska je naselje v Občini Dolenjske Toplice